# أنخيل شاكون
أنخيل شاكون (بالإنجليزية: Ángel Chacón)‏ مواليد 12 يناير 1973 في بورتوريكو، هو ملاكم محترف بورتوريكي يصنف ضمن فئة الوزن الخفيف.

## إحصائيات
خاض خلال مسيرته 46 نزالا، فاز في 37 ولم يتعادل وخسر في 9. فاز بالضربة القاضية في 16 نزالا.

## روابط خارجية
- أنخيل شاكون على موقع بوكس ريك (الإنجليزية) (registration required)
- أنخيل شاكون على موقع أوليمبيديا (الإنجليزية)